# Albert Socin
Albert Socin (Basilea 13 d'octubre de 1844 - Leipzig 24 de juny de 1899) va ser un orientalista suís, especialista en l'estudi del neoarameu, del kurd i dels dialectes àrabs contemporanis. També va fer contribucions a la geografia, l'arqueologia, la religió, l'art i la literatura de l'Orient Mitjà.
Va estudiar filologia a la Universitat de Basilea i estudis orientals a la Universitat de Göttingen i la Universitat de Leipzig, rebent la seva habilitació per a les llengües orientals el 1871, a Basilea. El 1873 es va convertir en professor associat i des de 1876 fins a 1890 va ser professor titular de llengües semítiques a la Universitat de Tübingen. Des de 1890 fins a la seva mort el 1899, va ser professor de llengües orientals a la Universitat de Leipzig.
El 1868–70, amb Eugen Prym, va realitzar investigacions lingüístiques a Llevant i a l'Iraq, després, el 1873, va tornar a Orient Mitjà en representació de l'editorial Baedeker. Va ser membre fundador de la Deutschen Vereins zur Erforschung Palästinas (‘Societat alemanya per a l'exploració de Palestina’).

## Obres seleccionades
- Socin, Albert «Alphabetisches Verzeichniss von Ortschaften des Paschalik Jerusalem». Zeitschrift des Deutschen Palästina-Vereins, 2, 1879, pàg. 135–163.
- Kurdische sammlungen (Col·leccions kurdes, 2 volums 1887–90, amb Eugen Prym).
- Die Genesis: mit äusserer Unterscheidung der Quellenschriften (El Gènesi, amb distinció externa de fonts documentals, amb Emil Friedrich Kautzsch), 1891
- Arabische Grammatik: Paradigmen, Literatur, Übungsstücke und Glossar (Gramàtica àrab: paradigmes, literatura, estudis i glossari, 3a edició 1894)
- Diwan aus Centralarabien, 1900–01 Diwan d'Aràbia central (recollit, traduït i explicat per Socin, editat per Hans Stumme).
- Palestine and Syria with the chief routes through Mesopotamia and Babylonia; handbook for travellers; by Karl Baedeker. With 20 maps, 52 plans, and a panorama of Jerusalem (authors Albert Socin, John P. Peters, Immanuel Benzinger. First edition by Socin in 1875; the fourth English edition (1906) is based on the sixth German edition).
- Socin, Albert. Palestine and Syria, with routes through Mesopotamia and Babylonia and the island of Cyprus:.  Karl Baedeker, 1912.
- Neuaramäische Märchen und andere Texte aus Maʹlūla in deutscher übersetzung, hauptsächlich aus der sammlung E. Prym's und A Socin's, 1915 (amb Eugen Prym, Gotthelf Bergsträsser) – New Aramaic tales and other texts from Ma'lula.[3]

## Mapes dePalestine and Syria with the chief routes through Mesopotamia and Babylonia

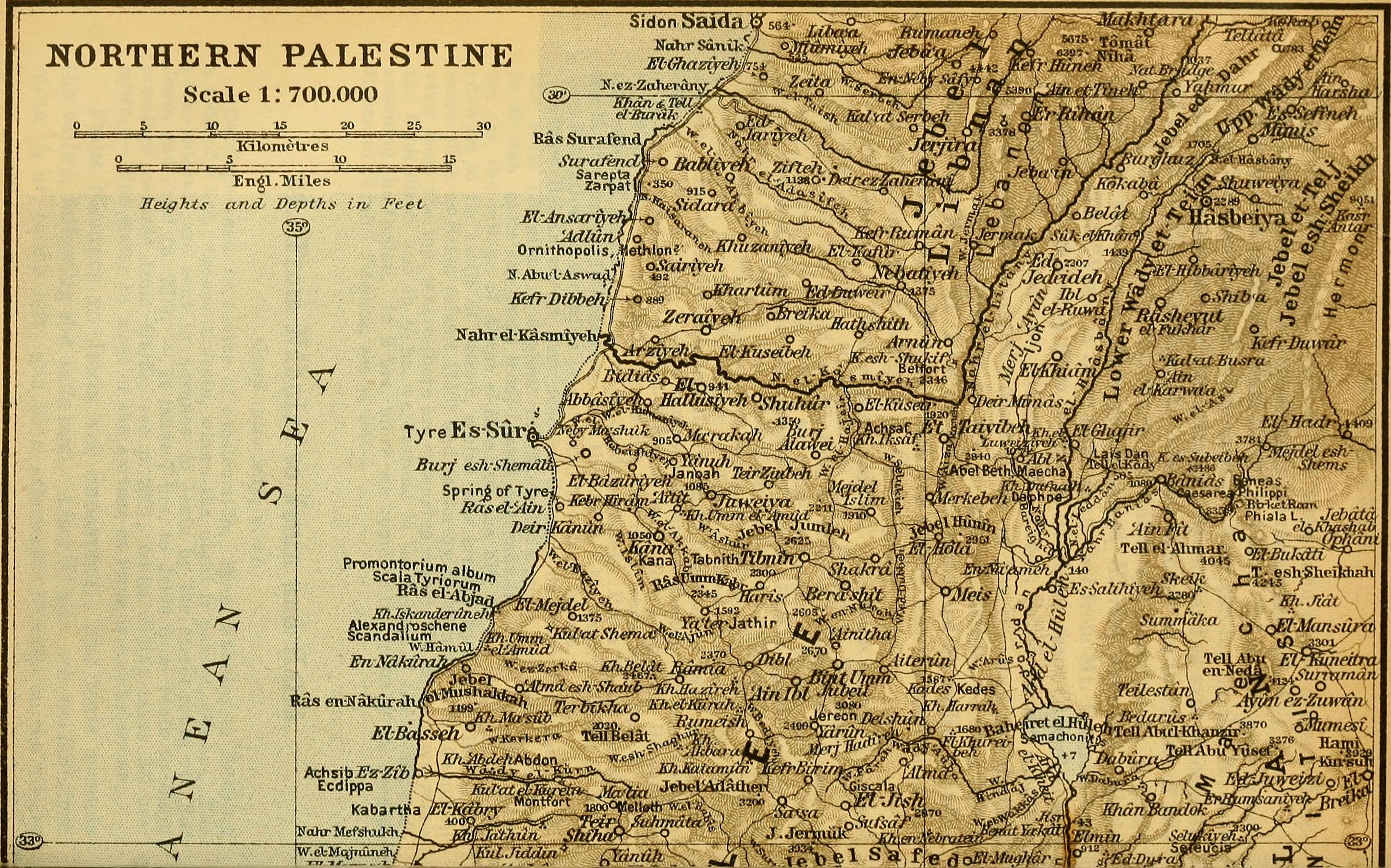
Nord de Palestina
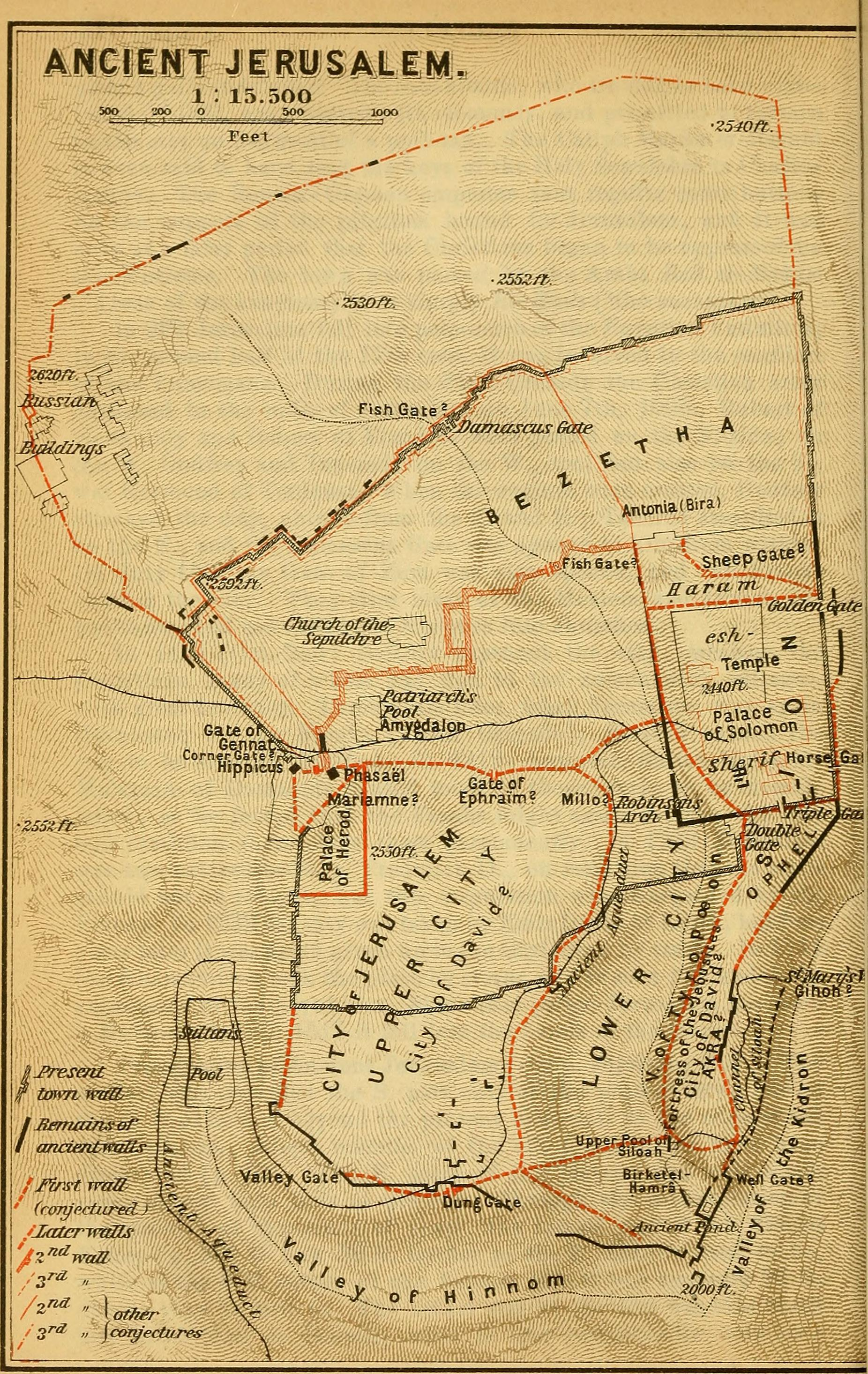
Antiga Jerusalem
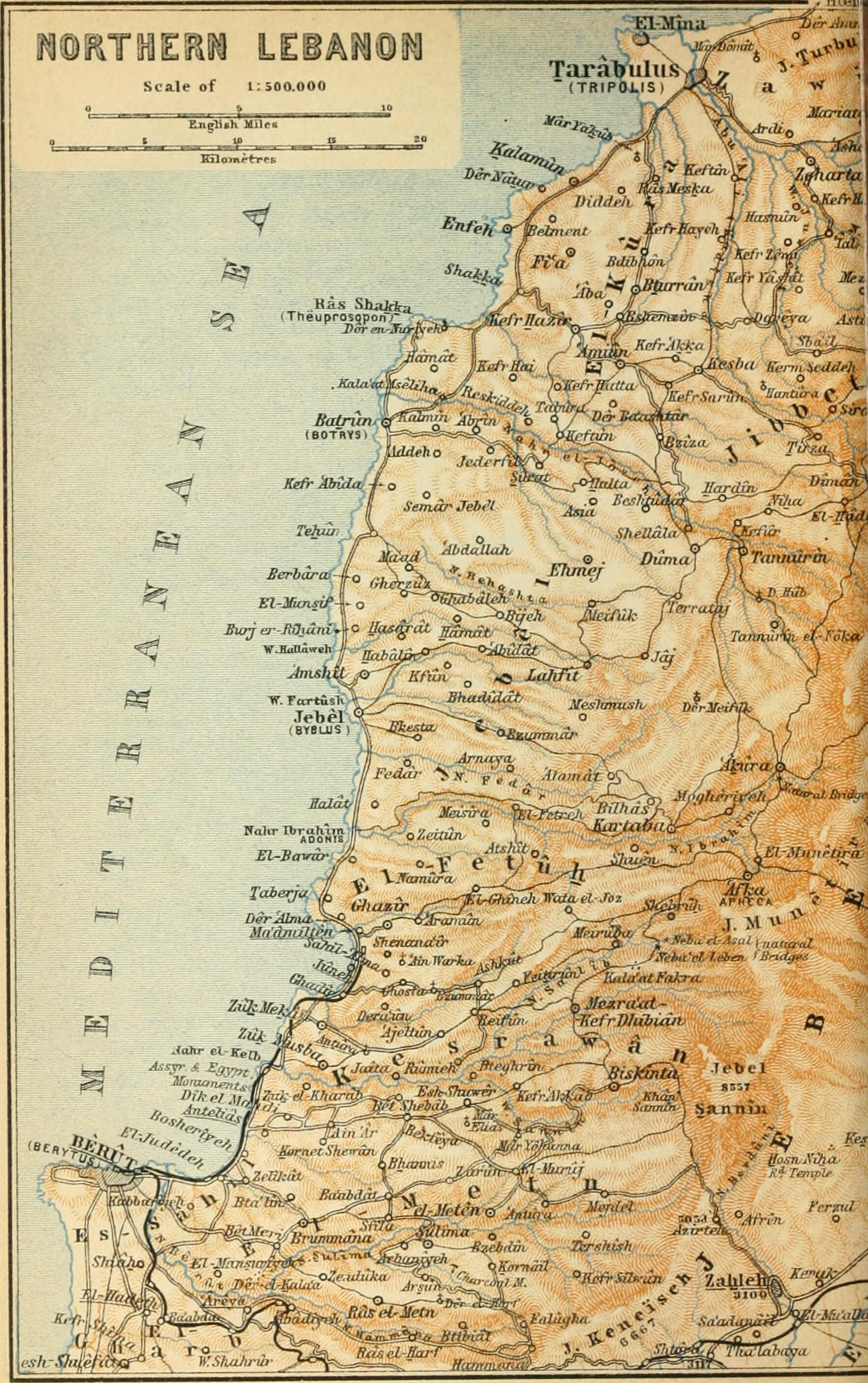
Nord del Líban
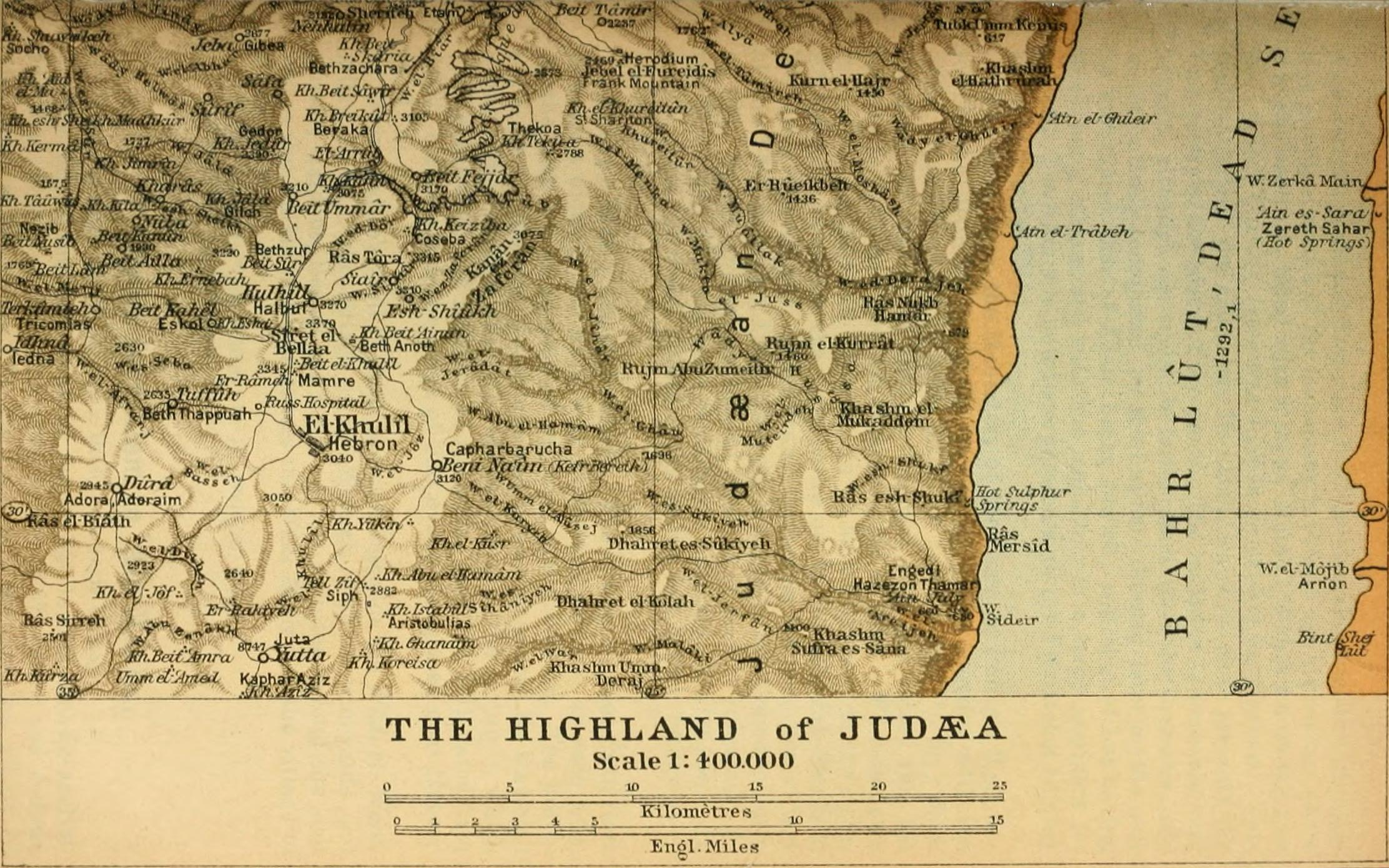
Muntanyes de Judea